# Parastenocaris cantabrica
Parastenocaris cantabrica is een eenoogkreeftjessoort uit de familie van de Parastenocarididae. De wetenschappelijke naam van de soort is voor het eerst geldig gepubliceerd in 1937 door Chappuis.